# Atropacarus decipiens
Atropacarus decipiens är en kvalsterart som först beskrevs av Wojciech Niedbała 1984.  Atropacarus decipiens ingår i släktet Atropacarus och familjen Phthiracaridae. Inga underarter finns listade.